# 寶生佛

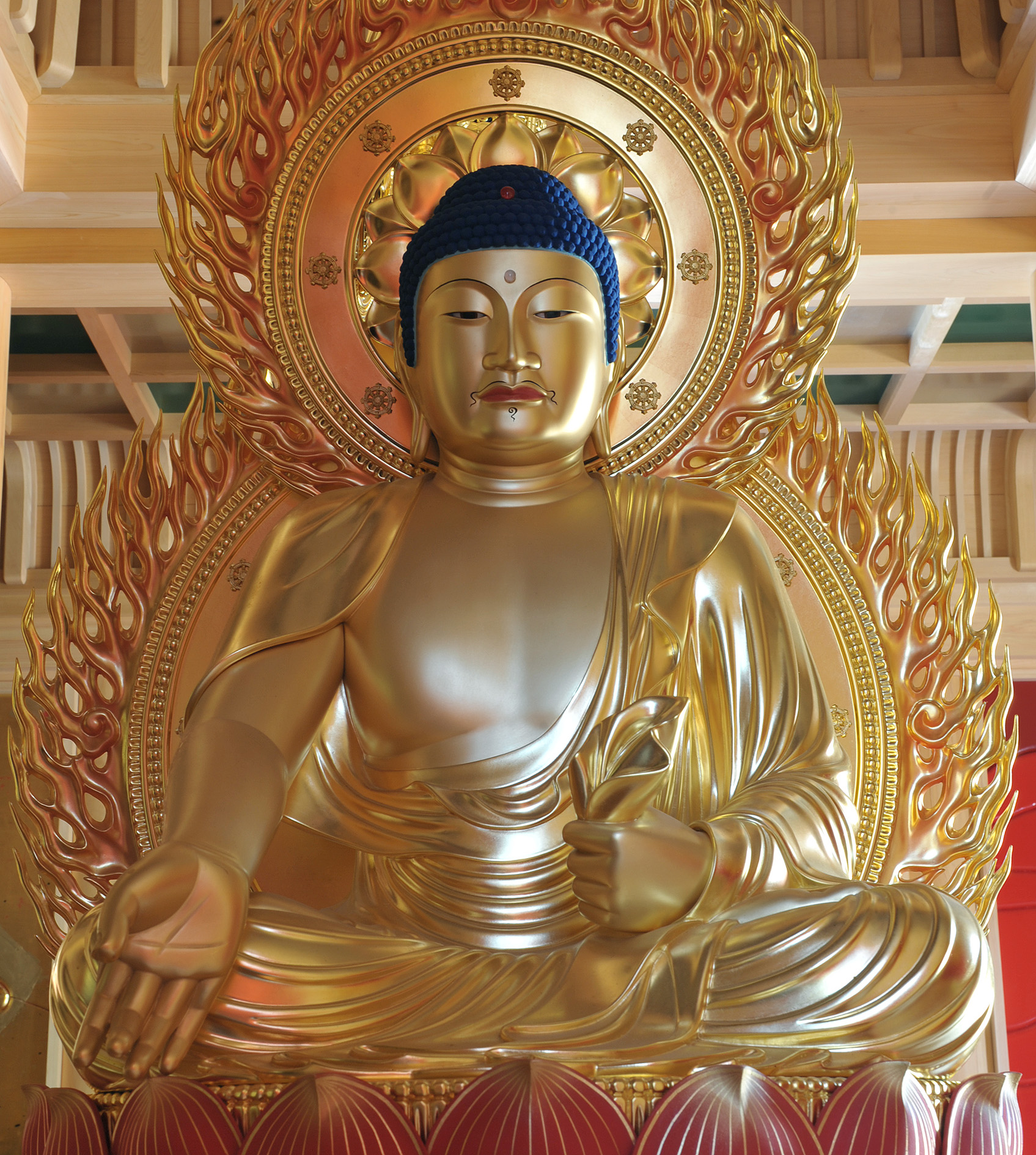
宝生如來，蓮華院誕生寺，熊本縣，日本

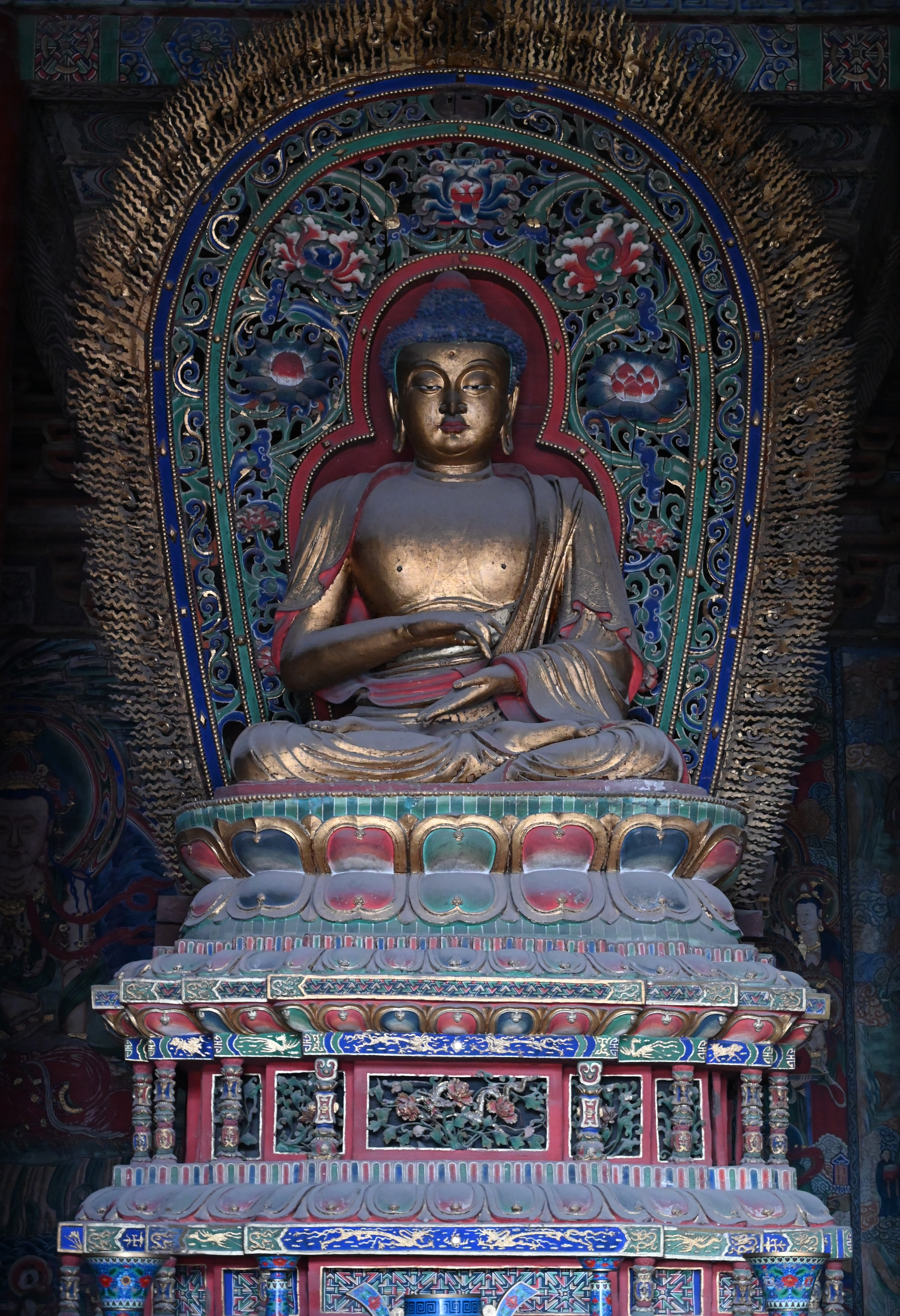
汉传寶生如來 - 华严寺, 大同市, 山西省, 中国

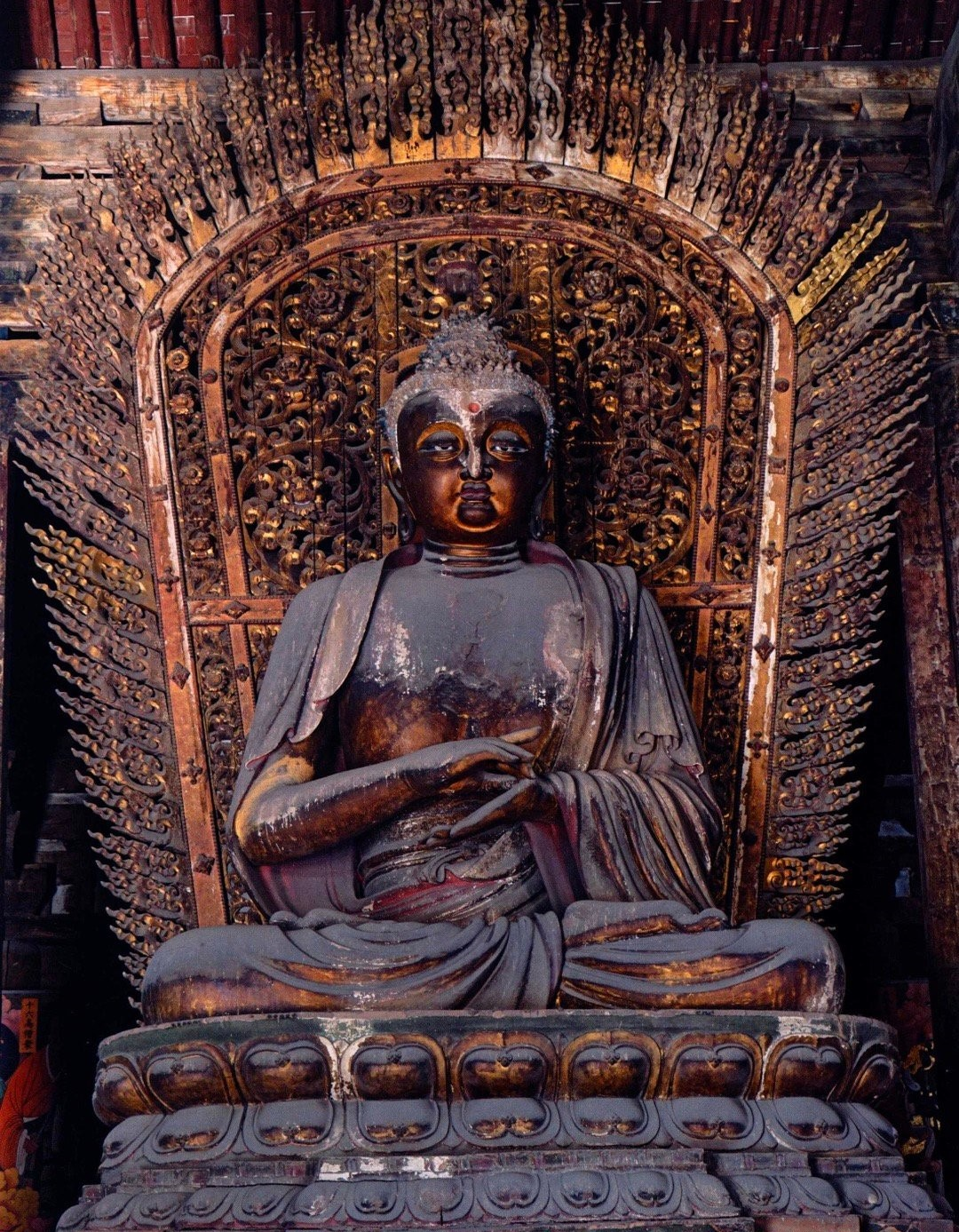
汉传寶生如來 - 善化寺, 大同市, 山西省, 中国

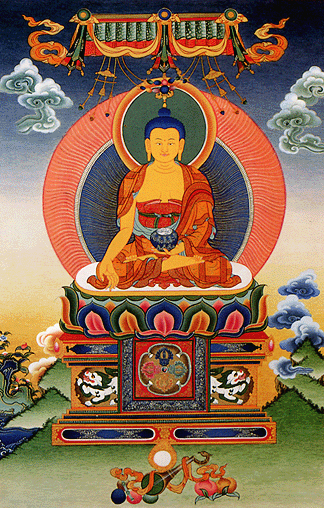
寶生佛的藏传形象

寶生佛（梵文名Ratna-sambhava，藏語名Rin-Chen hbyun-ba），又稱為寶生如來、寶相如來、寶勝如來、開敷華王如來。寶生佛為佛教五方佛中之南方如來，居於歡喜世界（Śrimat），代表毗盧遮那佛（釋迦牟尼佛的法身）的「平等性智」，也代表佛法微妙之德，亦即在佛法圓滿中，得到無量福德、珍寶，故曰「寶生」。

## 簡介
《守護國界主陀羅尼經》中說，寶生佛手印為滿願印，即左手持衣角當心，右手仰掌，能隨順眾生之所欲，滿足其所願，以便其修法。
《金剛頂瑜伽略述三十七尊心要》中說：「次當禮南方福德聚寶生如來。想持摩尼寶瓶，想與一切如來灌頂，即虛空藏菩薩執摩尼寶珠，成滿一切眾生所求願。由於福德聚功德無量無邊，赫奕威光所求願滿，此乃寶生如來部所攝，即平等性智。」
一般來說，寶生佛以虛空藏菩薩、無邊身菩薩配祀。無邊身菩薩一說即地藏菩薩化身。
寶生佛常現衣著黃色、座於駿馬背負的蓮台之像，因「馬」代表世間吉祥奮疾之寶物，故馬座屬寶部之座。有時手持寶瓶、寶珠。

## 化身
寶幢如來被認為寶生如來化身，在《觀佛三昧海經》、《陀羅尼集經》、《金光明最勝王經》等佛典皆有此說，密宗的一些派別則說寶幢如來是東方不動如來的化身，地藏菩薩亦被認為是寶生如來化身。
「五姓財神」中的黃財神被認為是寶生如來化身。
密教中，伏魔去病的甘露明王亦被認為是寶生如來化身。

## 參看
- 十方如來
- 五方如來
- 明王
- 毗盧遮那佛